# 青森市民ホール
青森市民ホール（あおもりしみんホール、Aomori Civic Hall）は、青森県青森市柳川のホール。
2014年10月、命名権が導入され「リンクモア平安閣市民ホール」が当施設を指す呼称となった。

## 概要
もとは2001年に開館した「ぱ・る・るプラザ青森」。しかし、運営者である日本郵政公社（現･日本郵政株式会社）が、採算が取れないということで、町田・岐阜・山口の「ぱ・る・るプラザ」と共に2006年10月に廃止した。
その後同年12月に青森市が取得した。2007年2月15日から自主財源確保のため命名権者を募集したが応募者が現れず、結局正式名称の「青森市民ホール」として4月に開館した。2014年10月に株式会社リンクモア（旧青森冠婚葬祭互助会）が命名権を取得し、「リンクモア平安閣市民ホール」の愛称となった。
青森市民ホールの開館により、老朽化が激しい青森市民文化ホールが2007年6月30日に閉館した。事実上、文化ホールが市民ホールに移転したような形になる。

## 沿革
- 2001年9月 - 「ぱ・る・るプラザ青森」として開館。
- 2006年10月31日 - 閉館。
- 2006年11月 - 日本郵政公社と青森市の売買交渉が成立。
- 2006年12月 - 青森市が取得。
- 2007年4月1日 - 「青森市民ホール」の名称で開館。

## 所在地・アクセス
青森県青森市柳川1-2-14
- 東日本旅客鉄道（JR東日本）/青い森鉄道青森駅下車 徒歩3分

### 周辺
- 青森駅
  - ラビナ
- アウガ
- ミッドライフタワー